# Локалитет Велика и Мала Баланица
Локалитет Велика и Мала Баланица се налази у Сићеву и под заштитом је Завода за заштиту споменика културе Ниш. С обзиром да представља значајну историјску грађевину, проглашен је непокретним културним добром Републике Србије.

## Историја
Археолошки локалитет Велика и Мала Баланица се налази у Сићевачкој клисури у селу Сићево. Налазиште чине две пећине које су откривене приликом рекогносцирања на траси пута Ниш—Димитровград 2002. године, а истраживања се обављају од 2004. Улаз у други део археолошког налазишта, пећину Мала Баланица, се налази недалеко од пећине Велика Баланица и са њом чини јединствен пећински систем. У пећини Мала Баланица је откривен део љутске кости мандибула. Улаз у обе пећине је окренут ка југу. Константовано је више хоризоната насељавања, али и чињеница да су налази из Велике истовремени са налазима из Мале Баланице. Пећине Велика и Мала Баланица представљају најбогатије и за сада једино средњепалеолитско налазиште у Јужној и источној Србији. У централни регистар је уписан 17. августа 2012. под бројем АН 165, а у регистар Завода за заштиту споменика културе Ниш 28. маја 2012. под бројем АН 53.